# Topsportcentrum Almere
Topsportcentrum Almere – otwarty w 2007 roku wielofunkcyjny kompleks widowiskowo-sportowy w Almere w Holandii. W dwóch halach rozgrywane są mecze siatkówki, koszykówki i piłki ręcznej.

## Obiekt
Wysokość głównej hali to minimum 12,5 metra, zaś powierzchnia do gry ma wymiary 28 na 49 metrów i oświetlona jest mocą 1500 luksów. Standardowa pojemność hali to 2200 osób, zaś maksymalna to 3000 widzów. Jest zaakceptowana przez Holenderski Komitet Olimpijski i przystosowana do rozgrywek koszykówki, piłki ręcznej, siatkówki, korfballu, tenisa, a także halowych odmian piłki nożnej i hokeja na trawie. Infrastrukturę dopełniają cztery szatnie dla zawodników i dwie dla sędziów, punkt medyczny i antydopingowy, toalety, stanowiska dla dziennikarzy oraz dwie elektroniczne tablice wyników.
Druga, ośmiometrowej wysokości hala ma powierzchnię 72 na 33 metry i może być podzielona na cztery równe części. Podobnie jak główna posiada akceptację Holenderskiego Komitetu Olimpijskiego i może być używana do uprawiania tych samych dyscyplin oraz badmintona. Na trybunach może zasiąść do 300 widzów, a oświetlana jest mocą do 1000 luksów.
W kompleksie znajdują się również sale konferencyjne i balowe, siłownia, bar i kawiarnia.

## Wykorzystanie
Jest domowym obiektem drużyn – siatkarskiej VC Allvo i koszykarskiej Almere Pioneers.
Odbywają się w niej spotkania na poziomie reprezentacyjnym, zarówno w siatkówce, koszykówce, jak i piłce ręcznej. Obiekt gościł także Harlem Globetrotters oraz Halowe Mistrzostwa Europy w Hokeju na Trawie Mężczyzn 2010.